# El hombre de la conquista
El hombre de la conquista (en inglés Man of Conquest) es un western estadounidense de 1939 dirigido por George Nicholls Jr. y protagonizado por Richard Dix, Gail Patrick y Joan Fontaine que obtuvo tres nominaciones al Óscar.
Conocida como el primer intento serio de Republic Pictures por ir más allá de la serie B y aventurarse en producciones más caras y prestigiosas, es un biopic del político Sam Houston que se centra en su relación con Andrew Jackson y el papel que desempeñó en la independencia de Texas. 

## Sinopsis
Sam Houston lucha junto a su amigo Andrew Jackson y resulta herido. Poco tiempo después, Jackson es elegido presidente de los Estados Unidos y nombra a Houston como gobernador de Tennessee. Houston está casado con Eliza Allen, pero su estilo de vida como político no le atrae. Su divorcio resulta algo escandaloso para la época, y Houston decide aceptar la sugerencia de Jackson de convertirse en embajador de la tribu cherokee.
En un viaje a Washington D. C., para presentar su discurso de que los indios están siendo maltratados en su propia tierra, Houston se enamora de Margaret Lea en un baile presidencial. Ella regresa con él a Texas, donde la siguiente misión de Houston es liberar el territorio del dominio de México, ya sea mediante la diplomacia o en el campo de batalla.
Stephen F. Austin no está de acuerdo con los métodos de Houston, prefiriendo negociaciones pacíficas, pero cuando el ejército de Santa Ana se dirige hacia El Álamo en gran número, Houston sabe que no es posible un arreglo pacífico. Llega demasiado tarde para evitar la carnicería allí, pero luego lidera a los tejanos en su lucha por la libertad y la estadidad.

## Reparto
- Richard Dix como Sam Houston
- Gail Patrick como Margaret Lea
- Edward Ellis como Andrew Jackson
- Joan Fontaine como Eliza Allen
- Victor Jory como William B. Travis
- Robert Barrat como David Crockett
- George 'Gabby' Hayes como Lannie Upchurch
- Ralph Morgan como Stephen F. Austin
- Robert Armstrong como Jim Bowie
- C. Henry Gordon como Santa Ana
- Janet Beecher como la señora Sarah Lea
- Pedro de Córdoba como Oolooteka
- Max Terhune como Deaf Smith
- Kathleen Lockhart como la señora Allen
- Russell Hicks como el semor. Allen
- Leon Ames como John Hoskins

## Premios y distinciones
Premios Óscar
| Año  | Categoría                   | Persona            | Resultado |
| ---- | --------------------------- | ------------------ | --------- |
| 1939 | Mejor dirección de arte     | John Victor Mackay | Nominado  |
| 1939 | Mejor banda sonora original | Victor Young       | Nominado  |
| 1939 | Mejor sonido                | Charles L. Lootens | Nominado  |